# Campeonato Mundial de Atletismo em Pista Coberta de 2010 - Arremesso de peso feminino
A prova do salto com vara feminino do Campeonato Mundial de Atletismo em Pista Coberta de 2010 foi disputada entre 13 e 14 de março no ASPIRE Dome, em Doha.

## Recordes
Antes desta competição, os recordes mundiais e do campeonato nesta prova eram os seguintes:
| Tipo                  | Atleta             | Marca   | Local      | Data                    |
| --------------------- | ------------------ | ------- | ---------- | ----------------------- |
|                       | Helena Fibingerová | 22,50 m | Jablonec   | 19 de fevereiro de 1977 |
| Recorde do campeonato | Irina Korzhanenko  | 20,55 m | Birmingham | 15 de março de 2003     |

## Medalhistas
| Ouro               | Prata               | Bronze                |
| Valerie Vili (NZL) | Anna Avdeyeva (RUS) | Nadine Kleinert (GER) |

## Resultados

### Eliminatórias
Estes são os resultados das eliminatórias. As 17 atletas inscritas foram reunidas em um grupo único, se classificando para a final todas as que atingissem 18,50 metros (Q) ou, no mínimo, oito atletas com as melhores marcas (q).
| Pos. | Atleta                    | Nacionalidade     | #1    | #2    | #3    | Res.  | Notas]               |
| ---- | ------------------------- | ----------------- | ----- | ----- | ----- | ----- | -------------------- |
| DSQ  | Nadzeya Ostapchuk         | Bielorrússia      | 20.09 |       |       | 20.09 | Q                    |
| 1    | Valerie Vili              | Nova Zelândia     | 19.81 |       |       | 19.81 | Q                    |
| DSQ  | Anca Heltne               | Roménia           | 19.10 |       |       | 19.10 | Q                    |
| 2    | Gong Lijiao               | China             | 18.87 |       |       | 18.87 | Q,                   |
| 3    | Jillian Camarena-Williams | Estados Unidos    | 18.85 |       |       | 18.85 | Q,                   |
| 4    | Nadine Kleinert           | Alemanha          | x     | 18.77 |       | 18.77 | Q                    |
| DSQ  | Natallia Mikhnevich       | Bielorrússia      | 18.67 |       |       | 18.67 | Q                    |
| 5    | Anna Avdeyeva             | Rússia            | 18.53 |       |       | 18.53 | Q                    |
| 6    | Misleydis González        | Cuba              | 17.69 | 18.51 |       | 18.51 | Q                    |
| 7    | Olga Ivanova              | Rússia            | 18.42 | x     | x     | 18.42 |                      |
| 8    | Liu Xiangrong             | China             | 18.34 | 18.15 | x     | 18.34 | Recorde da temporada |
| 9    | Cleopatra Borel-Brown     | Trinidad e Tobago | 17.98 | 18.31 | 18.09 | 18.31 |                      |
| 10   | Michelle Carter           | Estados Unidos    | 18.16 | x     | 18.20 | 18.20 | Recorde da temporada |
| 11   | Melissa Boekelman         | Países Baixos     | x     | 16.91 | 17.57 | 17.57 |                      |
| 12   | Austra Skujytė            | Lituânia          | 17.07 | 17.28 | 17.55 | 17.55 |                      |
| 13   | Mailín Vargas             | Cuba              | 17.37 | 17.52 | x     | 17.52 |                      |
| 14   | Anita Márton              | Hungria           | 17.34 | 17.08 | 16.98 | 17.34 |                      |

### Final
Estes são os resultados da final:
| Pos.              | Atleta                    | Nacionalidade  | #1    | #2    | #3    | #4    | #5    | #6    | Res.  | Notas                |
| ----------------- | ------------------------- | -------------- | ----- | ----- | ----- | ----- | ----- | ----- | ----- | -------------------- |
| DSQ               | Nadzeya Ostapchuk         | Bielorrússia   | 20.24 | x     | x     | x     | 20.68 | 20.85 | 20.85 | CR                   |
| Medalha de ouro   | Valerie Vili              | Nova Zelândia  | x     | 20.45 | 20.41 | 20.10 | 20.49 | 20.27 | 20.49 | Recorde da Oceania   |
| DSQ               | Natallia Mikhnevich       | Bielorrússia   | 20.42 | x     | 19.53 | 19.64 | x     | x     | 20.42 | SB                   |
| Medalha de prata  | Anna Avdeyeva             | Rússia         | 18.64 | 19.41 | 19.47 | 19.42 | 19.26 | x     | 19.47 | Recorde da temporada |
| Medalha de bronze | Nadine Kleinert           | Alemanha       | 18.91 | 18.62 | 19.16 | 18.42 | x     | 19.34 | 19.34 | Recorde da temporada |
| 4                 | Jillian Camarena-Williams | Estados Unidos | x     | 17.88 | 18.41 | 19.08 | 19.34 | 18.98 | 19.34 | Recorde pessoal      |
| DSQ               | Anca Heltne               | Roménia        | 18.86 | 18.58 | x     | x     | x     | x     | 18.86 |                      |
| 5                 | Misleydis González        | Cuba           | 18.56 | x     | 18.77 | 18.57 | 18.74 | 18.37 | 18.77 |                      |
| 6                 | Gong Lijiao               | China          | x     | 18.50 | 18.34 | 18.58 | 18.64 | 18.54 | 18.64 |                      |

Legenda
| Recorde mundial       | Recorde mundial (World record)               |                       | Recorde africano                      | Recorde africano (African) |                                           | Q | Classificado por posição (Qualified) |
| Recorde do campeonato | Recorde do campeonato (Championship record)  | Recorde da América    | Recorde da América (Americas)         | q                          | Classificado por melhor tempo (Qualified) |   |                                      |
| Melhor marca do ano   | Melhor marca do ano (World leading)          | Recorde asiático      | Recorde asiático (Asian)              | DNS                        | Não largou (Did not start)                |   |                                      |
| Recorde nacional      | Recorde nacional (National record)           | Recorde europeu       | Recorde europeu (European)            | DNF                        | Não terminou (Did not finish)             |   |                                      |
| Recorde pessoal       | Recorde pessoal do atleta (Personal best)    | Recorde da Oceania    | Recorde da Oceania (Oceania)          | DSQ / DQ                   | Desclassificado (Disqualified)            |   |                                      |
| Recorde da temporada  | Recorde da temporada do atleta (Season best) | Recorde sul-americano | Recorde sul-americano (South America) | NM                         | Sem marca (No mark)                       |   |                                      |